# Diego Penny
Diego Alonso Penny Váldez (Lima, 1984. április 22. –) perui labdarúgó, aki jelenleg a Burnleyben játszik kapusként.

## Pályafutása

### Coronel Bolognesi
Penny 2004-ben, a perui Coronel Bolognesiben kezdte meg profi pályafutását. 2008-ig 180 bajnoki mérkőzésen lépett pályára a csapatban.

### Burnley
2008. június 27-én az angol Burnleyhez igazolt. Augusztus 9-én, egy Sheffield Wednesday ellen 4-1-re elveszített mérkőzésen lépett pályára először új csapatában.

## Válogatott
Penny 2006 óta tagja a Perui válogatottnak, eddig hat alkalommal védhette a nemzeti csapat kapuját.

## Külső hivatkozások
- Diego Penny pályafutásának statisztikái a Soccerbase oldalon (angolul)

- Diego Penny adatlapja a Burnley honlapján
- Diego Penny válogatottbeli statisztikái a national-football-teams.com-on

## Fordítás
- Ez a szócikk részben vagy egészben  a   Diego Penny című angol Wikipédia-szócikk fordításán alapul.  Az eredeti cikk szerkesztőit annak laptörténete sorolja fel. Ez a jelzés csupán a megfogalmazás eredetét és a szerzői jogokat jelzi, nem szolgál a cikkben szereplő információk forrásmegjelöléseként.